# Rio (phim 2011)
Rio là một bộ phim hoạt hình máy tính Mỹ năm 2011 được sản xuất bởi Blue Sky Studios và đạo diễn Carlos Saldanha. Tiêu đề đề cập đến thành phố Rio de Janero tại đất nước Brazil. Bộ phim được lồng tiếng bởi Jesse Eisenberg, Anne Hathaway, George Lopez, Jemaine Clement và Jake T. Austin. Bộ phim kể về câu chuyện của chú vẹt đuôi dài màu xanh tên Blu (Eisenberg đóng), và được một người đàn ông đưa đến Rio de Janeiro để giao phối với một con cái. Sau đó, Blu yêu Jewel (Hathaway đóng), một cô vẹt với tinh thần tự do, và họ cùng nhau cố thoát khỏi Nigel (Clement đóng), một con chim ác mỏ.
Saldanha phát triển khái niệm câu chuyện đầu tiên của Rio vào năm 1995, trong đó một con chim cánh cụt được rửa trong Rio. Tuy nhiên, Saldanha học của sản xuất của bộ phim Happy Feet và Surf's Up, và thay đổi các khái niệm liên quan đến vẹt đuôi dài và môi trường của họ ở Rio. Điều này đã dẫn nhiều để tin rằng các khái niệm cốt truyện là trong thực tế, dựa trên các cuốn sách 1992 "Spix của Macaw: cuộc đua Để Lưu chim hiếm nhất của thế giới" bởi môi trường Tony Jupiter. Ông đề xuất ý tưởng của ông Chris Wedge năm 2006 và dự án được thành lập tại Blue Sky. Các diễn viên lồng tiếng chính là tiếp cận trong năm 2009. Trong quá trình sản xuất, phi hành đoàn đã đến thăm Rio de Janeiro và cũng có thể tham khảo ý kiến một chuyên gia về các vẹt đuôi dài ở vườn thú Bronx để nghiên cứu chuyển động của họ.
20th Century Fox phát hành bộ phim vào ngày 22 tháng 3 năm 2011 tại Brazil và 15 tháng 4 năm 2011 tại Hoa Kỳ. Bộ phim đã nhận được đánh giá tích cực từ các nhà phê bình phim. Các nhà quan sát đánh giá cao các hình ảnh, tiếng nói hành động và âm nhạc. Bộ phim cũng là một thành công phòng vé, doanh thu trên $ 482 triệu trên toàn thế giới.

## Tại Việt Nam
Phim được công chiếu ở Việt Nam lần đầu tiên vào ngày 8 tháng 4 năm 2011, lần đầu tiên với phiên bản lồng tiếng Việt.
Phim được trình chiếu trên kênh HTV3 vào ngày 9 tháng 5 năm 2014 với phiên bản lồng tiếng Việt 

## Diễn viên lồng tiếng
| Vai diễn        | Lồng giọng tiếng Anh | Lồng giọng tiếng Việt (Rạp)               | HTV3 Lồng tiếng       |
| --------------- | -------------------- | ----------------------------------------- | --------------------- |
| Blu             | Jesse Eisenberg      | Nguyễn Minh Tiệp (nói) Trần Lân Nhã (hát) | Nguyễn Anh Tuấn       |
| Jewel           | Anne Hathaway        | Lê Ngọc Minh Hằng                         | Võ Huyền Chi          |
| Rafael          | George Lopez         | Bùi Đại Nghĩa                             | Trần Vũ               |
| Pedro           | will.i.am            | Nguyễn Thành Vinh                         | Lê Nguyễn Tuấn Anh    |
| Nico            | Jamie Foxx           | Võ Trung Nam                              | Hồ Tiến Đạt           |
| Luiz            | Tracy Morgan         | Thái Văn Quốc Uy                          | Huỳnh Thiện Trung     |
| Nigel           | Jemaine Clement      | Huỳnh Kiến An                             | Nguyễn Trí Luân       |
| Linda Gunderson | Leslie Mann          | Tuyết Trinh                               | Lưu Ái Phương         |
| Tulio Monteiro  | Rodrigo Santoro      | Nguyễn Đức Thịnh                          | Lê Trường Tân         |
| Fernando        | Jake T. Austin       | Tín Hữu                                   | Đặng Hoàng Khuyết     |
| Eva             | Bebel Gilberto       |                                           | Nguyễn Thụy Thùy Tiên |
| Marcel          | Carlos Ponce         |                                           | Trịnh Kiêm Tiến       |
| Armando         | Davi Vieira          |                                           | Nguyễn Quang Tuyên    |
| Tipa            | Jeffrey Garcia       |                                           | Chánh Tín             |

## Âm nhạc
Ca khúc:
- Real in Rio  - Jamie Foxx, Anne Hathaway, will.i.am, Jesse Eisenberg, George Lopez, The Rio Singers
- Telling the World  - Taio Cruz
- Say You, Say Me  - Lionel Richie
- Fly Love - Jamie Foxx

Nhạc nền: được soạn bởi John Powell

## Giải thưởng
| Giải thưởng                    | Hạng mục                                      | Người nhận/ đề cử                                                 | Kết quả |
| ------------------------------ | --------------------------------------------- | ----------------------------------------------------------------- | ------- |
| Giải Oscar lần thứ 84          | Ca khúc nhạc phim xuất sắc nhất               | Sergio Mendes, Carlinhos Brown, Siedah Garrett cho "Real in Rio". | Đề cử   |
| Giải Saturn lần thứ 38         | Phim hoạt hình hay nhất                       |                                                                   | Đề cử   |
| Giải Kids' Choice năm 2012     | Phim hoạt hình được yêu thích nhất            |                                                                   | Đề cử   |
| Giải People' Choice lần thứ 38 | Lồng tiếng phim hoạt hình được yêu thích nhất | Anne Hathaway cho "Jewel"                                         | Đề cử   |
| Giải Teen Choice năm 2011      | Lồng tiếng trong phim                         | Anne Hathaway                                                     | Đề cử   |
| Giải Teen Choice năm 2012      | Phim hoạt hình được bầu chọn                  |                                                                   | Đề cử   |